# USS Mississippi (BB-41)
USS Mississippi (BB-41/AG-128), một thiết giáp hạm thuộc lớp New Mexico, là chiếc tàu chiến thứ ba của Hải quân Hoa Kỳ được đặt cái tên này nhằm tôn vinh tiểu bang thứ 20 của Hoa Kỳ. Mississippi đã hoạt động liên tục từ Chiến tranh Thế giới thứ nhất, trải qua Chiến tranh Thế giới thứ hai, và sau đó như một tàu thử nghiệm vũ khí cho đến khi ngừng hoạt động và tháo dỡ vào năm 1956.

## Thiết kế và chế tạo
Mississippi được đặt lườn vào ngày 5 tháng 4 năm 1915 bởi hãng Newport News Shipbuilding Company tại Newport News, Virginia. Nó được hạ thủy vào ngày 25 tháng 1 năm 1917, được đỡ đầu bởi Cô Camelle McBeath, con gái ngài Chủ tịch Ủy ban Xa lộ tiểu bang Mississippi; và được đưa ra hoạt động vào ngày 18 tháng 12 năm 1917 dưới quyền chỉ huy của Thuyền trưởng, Đại tá Hải quân J. L. Jayne.

## Lịch sử hoạt động

### Thế Chiến I
Sau các đợt thực tập ngoài khơi Virginia, Mississippi khởi hành vào 22 tháng 3 năm 1918 để huấn luyện tại vịnh Guacanayabo, Cuba. Một tháng sau, nó quay về Hampton Roads và di chuyển giữa Boston, Massachusetts, và New York City cho đến khi khởi hành tham gia cuộc cơ động mùa Đông tại khu vực biển Caribbe vào ngày 31 tháng 1 năm 1919.

### Giữa hai cuộc thế chiến

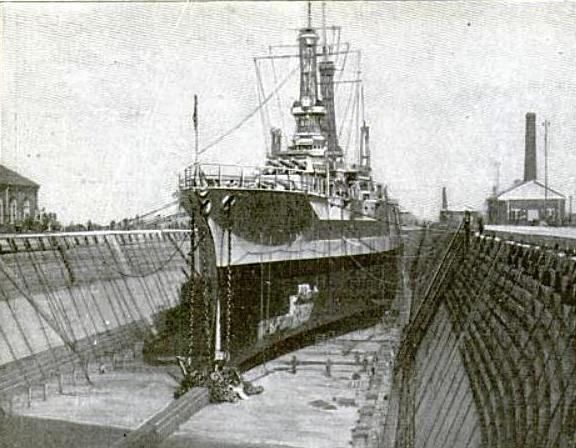
USS Mississippi trong ụ tàu tại San Francisco, năm 1920

Ngày 19 tháng 7 năm 1919, Mississippi rời khu vực Đại Tây Dương để chuyển sang hoạt động tại vùng biển Thái Bình Dương. Đi đến căn cứ mới của nó tại San Pedro, California, chiếc thiết giáp hạm hoạt động dọc theo Bờ Tây Hoa Kỳ trong bốn năm tiếp theo sau, đồng thời đi đến vùng biển Caribbe trong những tháng mùa Đông để tiến hành tập trận. Hai trong số mười bốn khẩu pháo hạng hai 127 mm (5 inch)/51-caliber nguyên thủy được tháo bỏ vào năm 1922.
Trong một đợt thực tập tác xạ vào ngày 12 tháng 6 năm 1924 ngoài khơi San Pedro, 48 thành viên thủy thủ đoàn đã thiệt mạng trong một vụ tai nạn phát nổ tháp pháo chính số 2. Ngày 15 tháng 4 năm 1925, Mississippi khởi hành rời San Francisco, California, tham gia hoạt động diễn tập ngoài khơi Hawaii, rồi sau đó đi đến Australia trong một chuyến viếng thăm hữu nghị. Nó quay trở lại Bờ Tây Hoa Kỳ vào ngày 26 tháng 9, và tiếp tục các hoạt động thường xuyên tại đây trong bốn năm tiếp theo sau. Trong giai đoạn này, nó còn thường xuyên đi đến vùng biển Caribbe và Đại Tây Dương để thực tập trong các tháng mùa Đông.
Mississippi vào xưởng hải quân Norfolk vào ngày 30 tháng 3 năm 1931 để đại tu và hiện đại hóa, rồi sau đó lại khởi hành tiếp nối các hoạt động huấn luyện thực tập vào tháng 9 năm 1933. Đợt đại tu này bao gồm việc thay thế các khẩu súng phòng không 76 mm (3 inch) bằng tám khẩu 127 mm (5 inch)/25 caliber. Đi ngang qua kênh đào Panama vào ngày 24 tháng 10 năm 1934, chiếc thiết giáp hạm quay trở lại căn cứ chính của nó tại San Pedro. Trong bảy năm tiếp theo, nó hoạt động tại khu vực ngoài khơi Bờ Tây, ngoài trừ những chuyến đi đến Caribbe trong mùa Đông.

### Thế Chiến II
Quay trở về Norfolk, Virginia vào ngày 16 tháng 6 năm 1941, Mississippi chuẩn bị để tham gia các hoạt động tuần tra tại khu vực Bắc Đại Tây Dương. Khởi hành từ Newport, Rhode Island, nó hộ tống một đoàn tàu vận tải đi đến Hvalfjordur, Iceland. Chiếc thiết giáp hạm còn thực hiện một chuyến đi khác đến Iceland vào ngày 28 tháng 9 năm 1941, rồi trải qua hai tháng tiếp theo sau hoạt động bảo vệ các tàu bè trong khu vực.
Hai ngày sau khi xảy ra cuộc tấn công Trân Châu Cảng, Mississippi rời Iceland tiến sang Thái Bình Dương. Đến San Francisco ngày 22 tháng 1 năm 1942, chiếc thiết giáp hạm trải qua bảy tháng tiếp theo sau thực hành huấn luyện và hộ tống các đoàn tàu vận tải dọc theo bờ biển. Bắt đầu từ tháng 5 năm 1942, các khẩu pháo hạng hai 127 mm (5 inch)/51-caliber nguyên thủy được tháo dỡ dành chỗ cho các khẩu súng máy phòng không bổ sung. Vào ngày 6 tháng 12, sau khi tham gia các cuộc tập trận tại vùng biển ngoài khơi Hawaii, Mississippi di chuyển cùng các tàu vận tải chở binh lính đến quần đảo Fiji, rồi quay trở lại Trân Châu Cảng vào ngày 2 tháng 3 năm 1943. Vào ngày 10 tháng 5, nó khởi hành từ Trân Châu Cảng để tham gia hoạt động tái chiếm quần đảo Aleut. Đảo Kiska bị bắn pháo vào ngày 22 tháng 7, và vài ngày sau lực lượng Nhật Bản buộc phải rút lui. Sau khi trải qua một đợt đại tu tại San Francisco, Mississippi khởi hành từ San Pedro vào ngày 19 tháng 10 để tham gia chiến dịch chiếm đóng quần đảo Gilbert. Trong khi đang nả pháo xuống Makin trong ngày 20 tháng 11, một vụ nổ bên trong tháp pháo, tương tự như thảm kịch từng xảy ra trước đây, làm thiệt mạng 43 người.

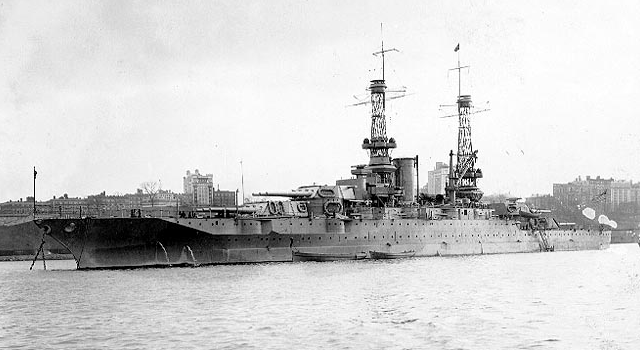
USS Mississippi thả neo ngoài khơi New York vào năm 1919.

Vào ngày 31 tháng 1 năm 1944, Mississippi tham gia vào chiến dịch quần đảo Marshall, nả pháo lên đảo Kwajalein. Sau đó nó bắn phá Taroa trong ngày 20 tháng 2 và xuống Wotje vào ngày hôm sau. Vào ngày 15 tháng 3, nó lại nả pháo xuống Kavieng, New Ireland. Đến thời hạn phải đại tu, chiếc thiết giáp hạm trải qua các tháng mùa Hè trong xưởng hải quân Puget Sound. Đợt đại tu này còn bao gồm việc bổ sung thêm số pháo hạng hai 127 mm (5 inch)/25 caliber từ 8 lên 14 khẩu.
Quay trở lại khu vực chiến trường, Mississippi hỗ trợ cho việc đổ bộ lên Peleliu thuộc quần đảo Palau vào ngày 12 tháng 9. Sau một tuần lễ hoạt động liên tục, nó lên đường đi đến Manus, nơi nó ở lại đó cho đến ngày 12 tháng 10. Rời Manus, chiếc tàu chiến hỗ trợ cho việc giải phóng Philippines khi dội pháo xuống bờ biển phía Đông của Leyte vào ngày 19 tháng 10. Trong đêm 24 tháng 10, trong thành phần hàng thiết giáp hạm của Chuẩn Đô đốc Jesse Oldendorf, Mississippi đã giúp vào việc tiêu diệt một lực lượng Nhật Bản mạnh mẽ trong trận chiến eo biển Surigao. Do bị thiệt hại nặng sau những cuộc đụng độ tại vịnh Leyte, Hải quân Nhật không còn có thể tung ra những cuộc tấn công đáng kể nào khác.
Mississippi tiếp tục hỗ trợ cho các hoạt động tại vịnh Leyte cho đến ngày 16 tháng 11, khi nó khởi hành đi đến quần đảo Admiralty. Sau đó nó tiến vào vịnh San Pedro thuộc Leyte vào ngày 28 tháng 12 chuẩn bị cho cuộc đổ bộ lên đảo Luzon. Vào ngày 6 tháng 1 năm 1945, nó bắt đầu bắn pháo xuống vịnh Lingayen. Mặc dù phải chịu đựng những hư hại gần mực nước do một máy bay tấn công cảm tử kamikaze gây ra, nó vẫn tiếp tục hỗ trợ cho lực lượng đổ bộ cho đến ngày 10 tháng 2. Sau khi được sửa chữa tại Trân Châu Cảng, chiếc thiết giáp hạm lên đường đi Nakagusuku Wan thuộc Okinawa, đến nơi vào ngày 6 tháng 5 để hỗ trợ cho lực lượng đổ bộ tại đây. Các khẩu pháo hạng nặng của nó đã phá hủy các công trình phòng thủ tại lâu đài Shuri, làm sụp đổ toàn bộ hệ thống phòng ngự. Vào ngày 5 tháng 6, thêm một máy bay kamikaze khác đâm bổ vào mạn phải con tàu, nhưng chiếc thiết giáp hạm vẫn tiếp tục hỗ trợ cho lực lượng trên bờ tại Okinawa cho đến ngày 16 tháng 6.
Nhận được tin tức về việc Nhật Bản chấp nhận đầu hàng, Mississippi lên đường hướng đến Sagami Wan, Honshū, đến nơi vào ngày 27 tháng 8 như một phần của lực lượng hỗ trợ chiếm đóng. Nó thả neo trong vịnh Tokyo, chứng kiến việc ký kết các văn kiện đầu hàng, rồi lên đường quay trở về nhà vào ngày 6 tháng 9.

### Sau chiến tranh

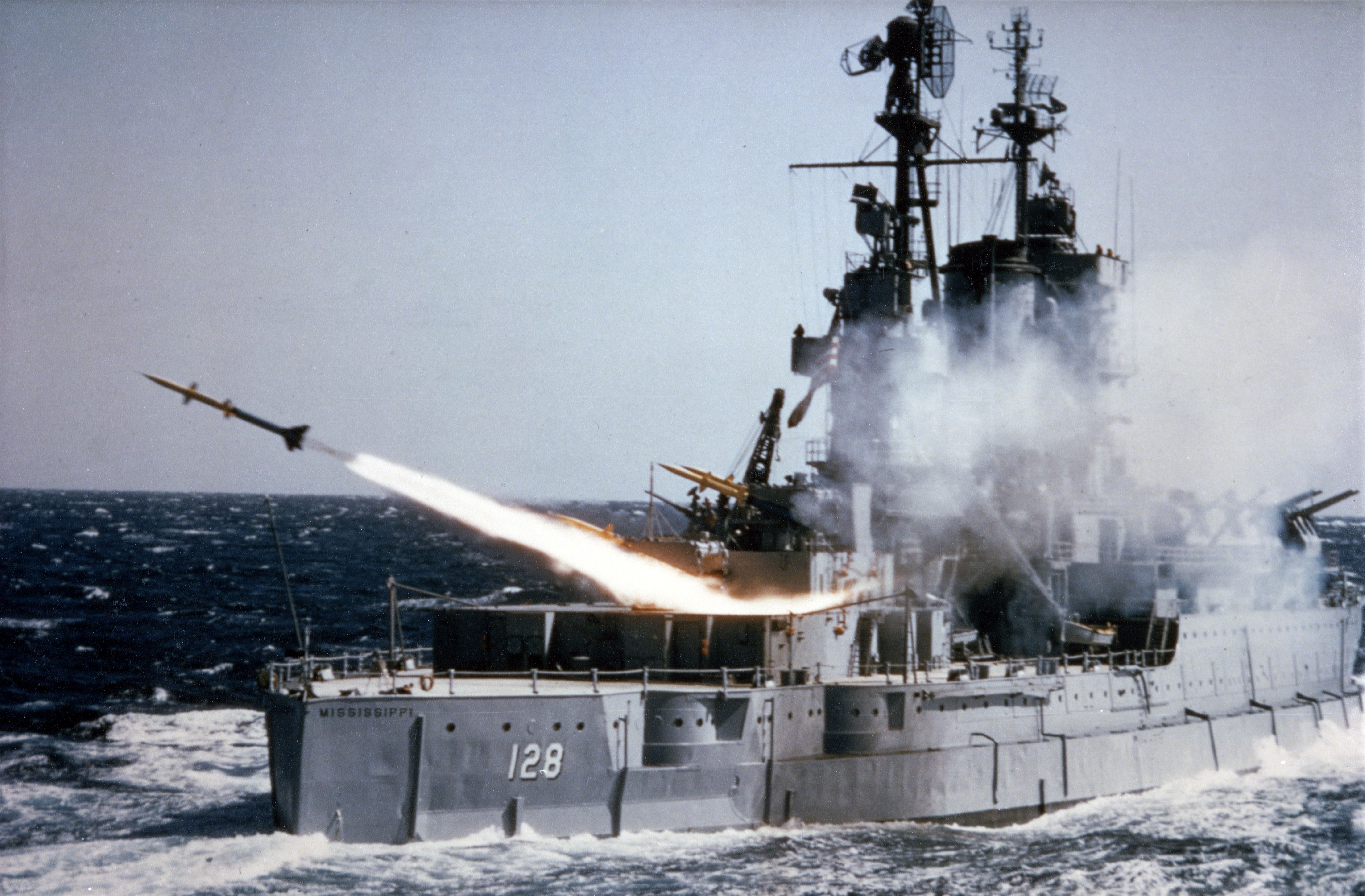
USS Mississippi (AG-128) đang bắn tên lửa Terrier

Mississippi về đến Norfork vào ngày 27 tháng 11, nơi nó được cải biến thành số hiệu AG-128, bắt đầu có hiệu lực từ ngày 15 tháng 2 năm 1946. Như một phần của lực lượng nghiên cứu phát triển, nó trải qua 10 năm cuối cùng của cuộc đời phục vụ thực hiện các nghiên cứu về sự cố trong tác xạ và thử nghiệm các vũ khí mới trong khhi đang đặt căn cứ tại Norfolk. Chiếc thiết giáp hạm đã đưa Hải quân Mỹ bước vào kỷ nguyên tàu chiến trang bị tên lửa điều khiển khi nó phóng thành công tên lửa Terrier vào ngày 28 tháng 1 năm 1953 ngoài khơi mũi Cod. Nó cũng được sử dụng trong việc đánh giá kết luận cuối cùng về kiểu tên lửa Petrel, một kiểu vũ khí dẫn đường bằng radar, vào tháng 2 năm 1956.
Mississippi được cho ngừng hoạt động tại Norfolk vào ngày 17 tháng 9 năm 1956. Đã có đề nghị để tiểu bang Mississippi sẽ cải biến con tàu thành một tàu bảo tàng, giống như chiếc Alabama đang hoạt động tại Mobile, Alabama, nhưng những kế hoạch này đã không được thực hiện. Thay vào đó, hãng Bethlehem Steel Company đã mua lại con tàu vào ngày 28 tháng 11 năm 1956 và tháo dỡ nó..

## Phần thưởng
Mississippi được tặng thưởng 8 Ngôi sao Chiến đấu do thành tích phục vụ trong Chiến tranh Thế giới thứ hai.
Chiếc chuông của con tàu hiện đang được trưng bày trong khu vườn của Lâu đài Rosalie tại Đồn Rosalie nhìn ra sông Mississippi.